# Rancho San Diego, Mexiko
Rancho San Diego är en ort i Mexiko.   Den ligger i kommunen Tamazula och delstaten Durango, i den centrala delen av landet, 900 km nordväst om huvudstaden Mexico City. Rancho San Diego ligger 508 meter över havet och antalet invånare är 248.
Terrängen runt Rancho San Diego är kuperad åt nordväst, men åt sydost är den bergig. Runt Rancho San Diego är det mycket glesbefolkat, med 5 invånare per kvadratkilometer. Närmaste större samhälle är Los Remedios, 4,2 km söder om Rancho San Diego. I omgivningarna runt Rancho San Diego växer huvudsakligen savannskog.